# Амбер
Амбер (фр. Ambert) је насељено место у Француској у региону Оверња, у департману Пиј де Дом.
По подацима из 2011. године у општини је живело 6869 становника, а густина насељености је износила 113,57 становника/km². Математичар Мишел Рол рођен је у Амберу.

## Демографија
| 1962. | 1968. | 1975. | 1982. | 1990. | 1999. | 2011. |
| ----- | ----- | ----- | ----- | ----- | ----- | ----- |
| 7.160 | 7.328 | 7.603 | 7.722 | 7.420 | 7.309 | 6.869 |